# Gällöss
Gällöss (Ergasilus) är ett släkte av hoppkräftor som beskrevs av von Nordmann 1832. Ergasilus ingår i familjen Ergasilidae.  De förekommer både i sött och salt vatten (några arter även i Sverige: E. briani, E. gibbus och E. sieboldi). Honorna lever parasitiskt på gälarna hos fiskar, vilket påminner om karplössens levnadssätt, och genom att de suger blod och äter gälvävnad kan de orsaka stor skada genom att begränsa värdfiskens syreupptagningsförmåga.  Hanarna är frisimmande. De har, liksom andra hoppkräftor, ett ensamt öga mitt på huvudet. Det andra antennparet är försett med gripklor.

## Arter inomErgasilus, i alfabetisk ordning[1][2]
- Ergasilus arthrosis
- Ergasilus auritus
- Ergasilus briani
- Ergasilus caeruleus
- Ergasilus celestis
- Ergasilus centrarchidarum
- Ergasilus cerastes
- Ergasilus chautauquaensis
- Ergasilus clupeidarum
- Ergasilus cotti
- Ergasilus cyanopictus
- Ergasilus cyprinaceus
- Ergasilus elongatus
- Ergasilus felichthys
- Ergasilus fryeri
- Ergasilus funduli
- Ergasilus gibbus
- Ergasilus globosus
- Ergasilus labracis
- Ergasilus lanceolatus
- Ergasilus lizae
- Ergasilus longimanus
- Ergasilus luciopercarum
- Ergasilus manicatus
- Ergasilus megaceros
- Ergasilus mugilis
- Ergasilus myctarothes
- Ergasilus nerkae
- Ergasilus orientalis
- Ergasilus rhinos
- Ergasilus sieboldi
- Ergasilus tenax
- Ergasilus turgidus
- Ergasilus wareaglei
- Ergasilus versicolor
- Ergasilus wilsoni